# 神奈川県道701号大山秦野線

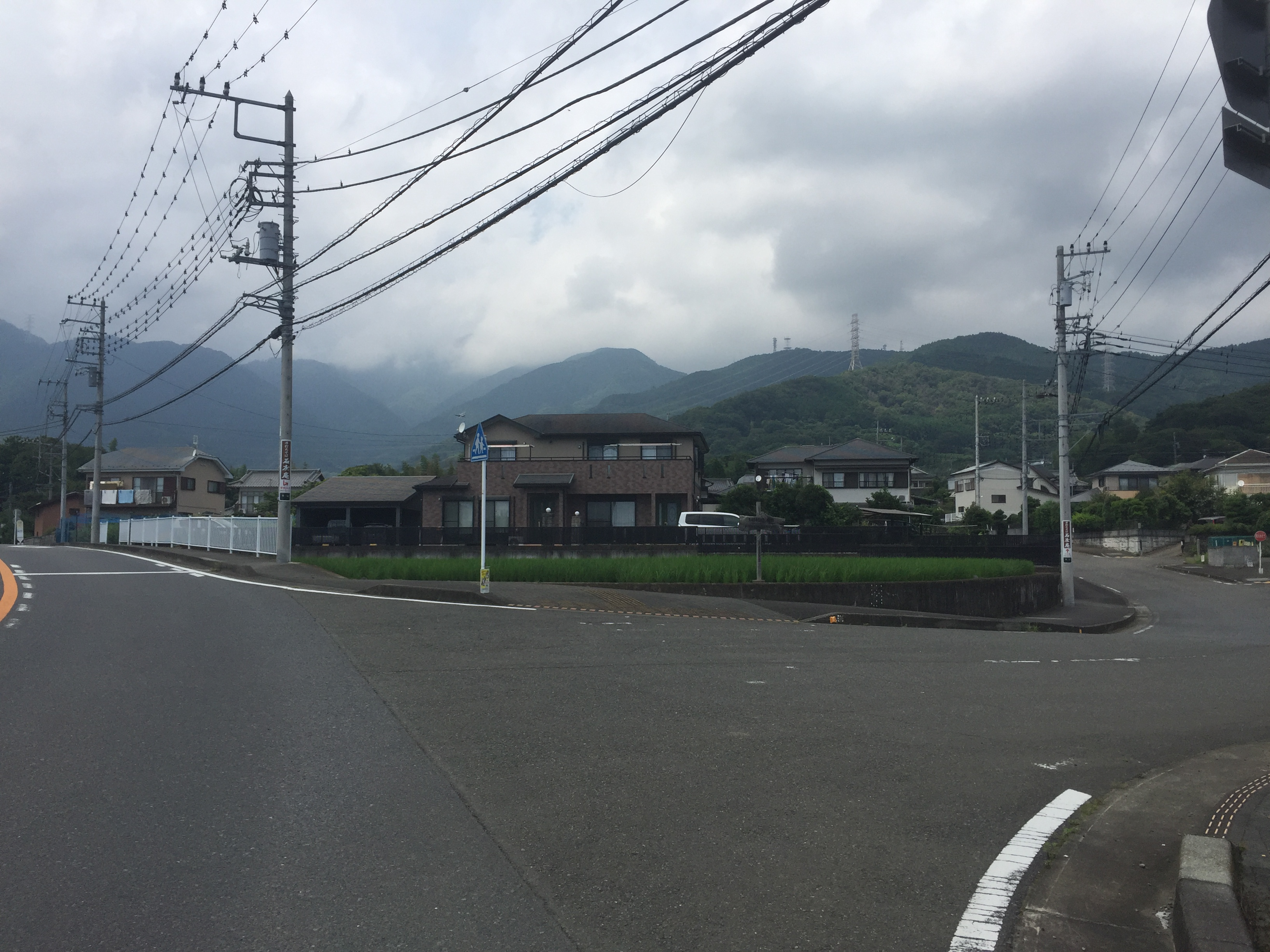
終点（秦野市寺山、県道70号交点）。右方向が県道701号（大山方面）、左方向は県道70号（宮ヶ瀬方面）

神奈川県道701号大山秦野線（かながわけんどう701ごう おおやまはだのせん）は神奈川県伊勢原市大山から秦野市寺山を結ぶ4.9kmの一般県道（神奈川県道）である。

## 概要
伊勢原市大山の霞橋（北緯35度25分10.8秒 東経139度15分21.9秒 / 北緯35.419667度 東経139.256083度）から山間部に入り、NTTなどの無線中継所のある浅間山の尾根を越え（北緯35度24分30.3秒 東経139度14分56.6秒 / 北緯35.408417度 東経139.249056度）、秦野市寺山（北緯35度23分50秒 東経139度14分9.6秒 / 北緯35.39722度 東経139.236000度）にいたる。秦野市側では丹沢山塊の東部幹線ルートとして、また新東名高速道路の工事車両の進入路として利用されることを想定し、終点から720mの整備計画を進めている。終点付近を除けばほとんど舗装されていないばかりか、乗用車が通れるだけの幅もない。そのため、いわゆる険道として名高く、「幻の県道」とも呼ばれる。
そのため現在では通行する人はほとんどないが、歴史を振り返れば、江戸時代以来の由緒ある大山道のひとつである。昭和初期までは馬による荷物輸送も行われていたと記録されている。県道指定を受けた往時1920年（大正9年）には既に旧県道65号に指定されている）を考えれば、決して整備の遅れた道ではなかったのである。
一般県道に認定された1960年（昭和35年）4月1日に県道番号を変更、1991年（平成3年）4月2日から案内上の県道番号は県道701号となった。

### 路線データ
- 起点：神奈川県伊勢原市大山
- 終点：神奈川県秦野市寺山
- 路線延長：4.9km
- Google マップ - 終点付近のみ

## 地理

### 交差する道路
- 神奈川県道611号大山板戸線（大山）（起点）
- 神奈川県道70号秦野清川線（寺山）（終点）